# Гончарук, Дмитрий Михайлович
Дми́трий Миха́йлович Гончару́к (бел. Дзмітрый Міхайлавіч Ганчарук; род. 17 июля 1970, Гродно) — белорусский легкоатлет, специалист по толканию ядра. Выступал за сборную Белоруссии по лёгкой атлетике в 1990-х и 2000-х годах, победитель и призёр первенств национального значения, участник летних Олимпийских игр в Атланте.

## Биография
Дмитрий Гончарук родился 17 июля 1970 года в Гродно.
Впервые заявил о себе в лёгкой атлетике на международном уровне в сезоне 1989 года, когда вошёл в состав советской сборной и выступил на юниорском европейском первенстве в Вараждине, где в зачёте толкания ядра стал четвёртым.
После распада Советского Союза продолжил принимать участие в крупнейших международных стартах в составе белорусской национальной сборной. Так, в 1994 году представлял Белоруссию на чемпионате Европы в Хельсинки — на предварительном квалификационном этапе провалил свои попытки и в финал не вышел.
В 1995 году на турнире в Минске установил свой личный рекорд на открытом стадионе — 20,33 метра. С результатом 19,38 занял восьмое место на чемпионате мира в Гётеборге.
Благодаря череде удачных выступлений удостоился права защищать честь страны на летних Олимпийских играх 1996 года в Атланте — в финале толкнул ядро на 19,79 метра, расположившись в итоговом протоколе соревнований на девятой строке.
В 1997 году одержал победу на чемпионате Белоруссии в Гомеле, выступил на чемпионате мира в помещении в Париже и на чемпионате мира в Афинах.
В 2001 году среди прочего толкал ядро на чемпионате мира в Эдмонтоне.
В 2003 году выиграл чемпионат Белоруссии в Бресте.
В январе 2004 года на соревнованиях в Минске установил свой личный рекорд в закрытых помещениях — 20,23 метра. Участвовал в чемпионате мира в помещении в Будапеште.
В 2005 и 2006 годах дважды подряд становился чемпионом Белоруссии в помещении.
В 2007 году отметился выступлением на Кубке Европы по зимним метаниям в Ялте, где завоевал бронзовую награду.
Завершил спортивную карьеру по окончании сезона 2009 года.